# Französische Badmintonmeisterschaft 1989
Die Französische Badmintonmeisterschaft 1989 fand in Dijon statt. Es war die 40. Austragung der nationalen Titelkämpfe im Badminton in Frankreich.

## Titelträger
| Disziplin    | Sieger                           |
| ------------ | -------------------------------- |
| Herreneinzel | Franck Panel                     |
| Dameneinzel  | Sandra Dimbour                   |
| Herrendoppel | Pascal Pak Christophe Jeanjean   |
| Damendoppel  | Virginie Delvingt Christelle Mol |
| Mixed        | Pascal Jorssen Sandra Dimbour    |